# Паук Наталія Петрівна
Наталія Петрівна Паук (нар. 5 лютого 1939, Глібовичі — пом. 2006) — українська художниця декоративно-ужиткового мистецтва; член Спілки художників України з 1971 року.

## Біографія
Народилася 5 лютого 1939 року в селі Глібовичах (тепер Львівський район Львівської області, Україна). 1965 року закінчила Львівське училище прикладного та декоративного мистецтва (викладачі Василь Цьонь, Марта Токар, Роман Сельський, Карло Звіринський). 
У 1965—1970 роках викладала у Львівському інституті прикладного та декоративного мистецтва. Жила у Львові в будинку на вулиці Коцюбинського, 20, квартира 13. Померла у 2006 році.

## Творчість
Працювала в галузі декоративного мистецтва (художній текстиль). Серед робіт:
килими
- «Радянська Гуцульщина» (1961);
- «Гуцул з сопілкою» (1963);
- «В сім'ї єдиній» (1964);
- «Львів — місто стародавнє» (1965);
- «Вівчарик» (1966);
- «Гуцульська сюїта» (1967);
- «Легенда про трьох братів» (1968);
- «Бойківський» (1971);

гобелени
- «Львів радянський» (1966);
- «Гори мої, гори» (1967);
- «Запорізькі козаки» (1968);
- «Весняна Україна» (1969).

Брала участь у всеукраїнських виставках з 1964 року, всесоюзних з 1968 року.